# Cyclopogon sillarensis
Cyclopogon sillarensis är en orkidéart som beskrevs av Dodson och Roberto Vásquez. Cyclopogon sillarensis ingår i släktet Cyclopogon, och familjen orkidéer.
Artens utbredningsområde är Bolivia. Inga underarter finns listade i Catalogue of Life.